# Поневежский уезд
Поневежский уезд (лит. Panevėžio apskritis) — административная единица Ковенской губернии, существовавшая в 1795 — 1920 годах. Уездный город — Поневеж.

## История
В 1795 году в составе Виленской губернии после третьего раздела Речи Посполитой был образован Упитский уезд. В 1836 году Упитский уезд был переименован в Поневежский. В 1842 году уезд вошёл в состав вновь образованной Ковенской губернии. 

## Население
По переписи 1897 года население уезда составляло 222 881 человек, в том числе в Поневеже — 12 968 жит., в местечках Биржи — 5020 жит., Посволь — 3034 жит.

### Национальный состав
Национальный состав по переписи 1897 года:
- литовцы — 159 610 чел. (71,6 %),
- евреи — 27 122 чел. (12,2 %),
- латыши — 15 103 чел. (6,8 %),
- поляки — 14 507 чел. (6,5 %),
- русские — 4174 чел. (1,9 %),

## Административное деление
В 1890 году в состав уезда входило 20 волостей:
| № п/п | Волость       | Волостное правление     | Число селений | Население |
| ----- | ------------- | ----------------------- | ------------- | --------- |
| 1     | Биржанская    | д. Медейки              | 219           | 14062     |
| 2     | Гирсудская    | д. Гирсуды              | 51            | 6420      |
| 3     | Гульбинская   | д. Гульбины             | 62            | 8180      |
| 4     | Кибурская     | д. Кибуры               | 53            | 7162      |
| 5     | Кракиновская  | м. Кракиново            | 53            | 6016      |
| 6     | Линковская    | м. Линково              | 60            | 6996      |
| 7     | Молдочанская  | м. Пушолаты             | 77            | 8313      |
| 8     | Нацюнская     | м. Жеймели              | 57            | 7241      |
| 9     | Новоместская  | м. Новое Место          | 42            | 6555      |
| 10    | Пневская      | д. Пнево                | 47            | 4535      |
| 11    | Подбиржанская | им. Подбиржи (Ростовск) | 113           | 9949      |
| 12    | Покройская    | м. Покрое               | 36            | 5310      |
| 13    | Помпянская —  | м. Помпяны              | 95            | 8945      |
| 14    | Поневежская   | д. Вельжи               | 66            | 7257      |
| 15    | Ремигольская  | д. Ремигола             | 82            | 9742      |
| 16    | Розалинская   | м. Розалин              | 54            | 7491      |
| 17    | Скробатышская | д. Скробатышки          | 48            | 6849      |
| 18    | Смильговская  | м. Смильги              | 42            | 5555      |
| 19    | Стумбришская  | с. Застенка-Стумбришки  | 51            | 3517      |
| 20    | Чипянская     | д. Чипяны               | 127           | 11464     |

В 1913 году в уезде также было 20 волостей.